# CA Osasuna
Club Atlético Osasuna (phát âm tiếng Tây Ban Nha: [ˈkluβ aðˈletiko osaˈsuna], Osasuna Athletic Club), thường được biết tới với tên Osasuna, là một đội bóng Tây Ban Nha hiện đang chơi ở La Liga. Câu lạc bộ có trụ sở tại Pamplona, Navarre và được thành lập vào ngày 24 tháng 10 năm 1920.
Màu áo chủ đạo của đội bóng là đỏ trắng, quần xanh nước biển, tất đen cùng màu đỏ ở phía sau, bộ áo đấu phụ khi đá ở sân khách là áo xanh da trời, quần da cam và tất xanh nước biển. Sân nhà của đội bóng là sân vận động El Sadar với 23.516 chỗ ngồi.

## Lịch sử
Thành lập năm 1920, Osasuna lần đầu tiên tham dự giải Segunda Division năm 1932, 3 năm sau họ lên chơi ở La Liga.
Lần đầu họ được chơi ở vòng bảng cúp UEFA là vào mùa giải 1985-86 sau khi họ về đích ở vị trí thứ 6, vào mùa giải 1990-91 họ vào được đến vòng 3. Về đích ở vị trí cuối cùng vào mùa giải 1993-94, đội bóng lại có 6 năm tiếp theo chơi ở giải hạng 2.
Sau một mùa giải 2005-06 tuyệt vời, Osasuna làm nên lịch sử sau khi về đích ở vị trí thứ 4 - vị trí cao nhất trong lịch sử của họ - giúp họ có một suất dự cúp C1 ở mùa sau đó thông qua vòng loại. Thành công này họ đạt được còn hoành tráng hơn khi họ đã chiến đấu đến vòng đấu cuối cùng của mùa giải để giành được vị trí thứ 4 khi mà Osasuna và Sevilla FC cùng giành được vị trí thứ 4. Cả hai đội kết thúc mùa giải với cùng một số điểm nhưng họ đạt được vị trí này nhờ vào thành tích đối đầu. Tuy nhiên, Osasuna đã không thể vào được vòng loại cúp C1 sau khi bị Hamburger SV đá văng xuống cúp UEFA ở vòng loại thứ 3.
Osasuna được xếp vào bảng D ở mùa giải UEFA 2006-07 cùng Parma FC, RC Lens, OB Odense và SC Heerenveen. Đội bóng đã vào được vòng đấu loại trực tiếp, về đích ở vị trí thứ nhì trong bảng đấu của họ, và phải gặp Girondins de Bordeaux, đội bóng cũng bị rớt xuống cúp UEFA. Osasuna thắng với tổng tỉ số 1-0 sau khi Javad Nekounam ghi bàn vào thời gian hiệp phụ ở trận lượt về.
Đối thủ tiếp theo của họ là Glasgow Rangers, và đội bóng Tây Ban Nha lại đạt được thành công với trận hoà 1-1 ở Scotland và trận thắng 1-0 ở sân nhà. Họ phải gặp đội bóng Đức Bayer Leverkusen ở tứ kết. Mặc dù phải gặp một đối thủ trên cơ nhưng họ vẫn duy trì được phong độ tốt. Họ đi tiếp sau chiến thắng 3-0 ở sân khách và 1-0 ở sân nhà.
Ở vòng 4 đội cuối cùng, Osasuna phải gặp đội bóng đồng hương Sevilla FC và họ đã thua với tổng tỉ số 2-1 sau khi thắng 1-0 trên sân nhà. Trong hai mùa giải tiếp theo đó, Osasuna luôn phải chiến đấu để chống xuống hạng. Ở mùa giải 2008-09, họ chỉ tránh khỏi việc bị xuống hạng ở ngày cuối cùng, sau khi thắng 2-1 trước Real Madrid.
Mùa giải 2013-14, họ đứng thứ 18 tại La Liga với 39 điểm, 10 trận thắng, 9 trận hòa, 19 trận thua và họ xuống chơi tại Segunda División.
Mùa giải 2015-16, Osasuna kết thúc ở vị trí thứ 6 tại Segunda División nhưng vẫn được thăng hạng lên La Liga 2016-17 do họ giành chiến thắng ở vòng bán kết và chung kết playoff. Họ kết thúc với vị trí áp chót (thứ 19) ở mùa giải tiếp theo và lại xuống chơi tại Segunda División 2017-18.
Mùa giải 2018-19, Osasuna vô địch Segunda División và giành suất thăng hạng trực tiếp lên La Liga 2019-20. Họ cán đích ở vị trí thứ 10 và không phải xuống hạng.

## Cầu thủ

### Đội hình hiện tại
Tính đến ngày 29/8/2024
Ghi chú: Quốc kỳ chỉ đội tuyển quốc gia được xác định rõ trong điều lệ tư cách FIFA. Các cầu thủ có thể giữ hơn một quốc tịch ngoài FIFA.
| Số | VT | Quốc gia    | Cầu thủ                  |
| -- | -- | ----------- | ------------------------ |
| 1  | TM | Tây Ban Nha | Sergio Herrera (đội phó) |
| 2  | HV | Tây Ban Nha | Nacho Vidal              |
| 3  | HV | Tây Ban Nha | Juan Cruz                |
| 4  | HV | Tây Ban Nha | Unai García (đội trưởng) |
| 5  | HV | Tây Ban Nha | Jorge Herrando           |
| 6  | TV | Tây Ban Nha | Lucas Torró              |
| 7  | TV | Tây Ban Nha | Jon Moncayola            |
| 8  | TV | Tây Ban Nha | Pablo Ibáñez             |
| 9  | TĐ | Tây Ban Nha | Raúl García              |
| 10 | TV | Tây Ban Nha | Aimar Oroz               |
| 11 | TV | Tây Ban Nha | Kike Barja               |
| 12 | HV | Tây Ban Nha | Jesús Areso              |
| 13 | TM | Tây Ban Nha | Aitor Fernández          |

| Số | VT | Quốc gia    | Cầu thủ                                |
| -- | -- | ----------- | -------------------------------------- |
| 14 | TV | Tây Ban Nha | Rubén García                           |
| 15 | HV | Tây Ban Nha | Rubén Peña                             |
| 16 | TV | Tây Ban Nha | Moi Gómez                              |
| 17 | TĐ | Croatia     | Ante Budimir                           |
| 18 | TV | Tây Ban Nha | Iker Muñoz                             |
| 19 | TĐ | Tây Ban Nha | Bryan Zaragoza (mượn từ Bayern Munich) |
| 20 | TĐ | Tây Ban Nha | José Arnaiz                            |
| 21 | TV | Tây Ban Nha | Javi Martínez                          |
| 22 | HV | Cameroon    | Enzo Boyomo                            |
| 23 | HV | Tây Ban Nha | Abel Bretones                          |
| 24 | HV | Tây Ban Nha | Alejandro Catena                       |
| 27 | TĐ | Tây Ban Nha | Iker Benito                            |

### Đội dự bị
Ghi chú: Quốc kỳ chỉ đội tuyển quốc gia được xác định rõ trong điều lệ tư cách FIFA. Các cầu thủ có thể giữ hơn một quốc tịch ngoài FIFA.
| Số | VT | Quốc gia | Cầu thủ              |
| -- | -- | -------- | -------------------- |
| 32 | TM | Hy Lạp   | Dimitrios Stamatakis |

### Cho mượn
Ghi chú: Quốc kỳ chỉ đội tuyển quốc gia được xác định rõ trong điều lệ tư cách FIFA. Các cầu thủ có thể giữ hơn một quốc tịch ngoài FIFA.
| Số | VT | Quốc gia    | Cầu thủ                                    |
| -- | -- | ----------- | ------------------------------------------ |
| —  | HV | Tây Ban Nha | Jorge Moreno (tại Cartagena đến 30/6/2025) |
| —  | TĐ | Tây Ban Nha | Ander Yoldi (tại Córdoba đến 30/6/2025)    |

## Cầu thủ nổi tiếng
| - Mariano Armentano - Martín Astudillo - Daniel Montenegro - Bernardo Romeo - John Aloisi - Pierre Webó - Dady - Pablo Contreras - Rafael Olarra - Sammy Lee - Jamie Pollock - Robert Ullathorne - Ludovic Delporte - Javad Nekounam - Masoud Shojaei - Ashley Grimes - Michael Robinson - Ibrahima Bakayoko - Christian Manfredini - Javier Aguirre - Carlos Ochoa - Carlos Vela - Manuel Vidrio | - Zdravko Drinčić - Moha - Emeka Ifejiagwa - Roman Kosecki - Ryszard Staniek - Mirosław Trzeciak - Jan Urban - Jacek Ziober - Nuno - Ionel Gane - Dmitri Kuznetsov - Sergey Shustikov - Savo Milošević - Predrag Spasić - Goran Stevanović - Petar Vasiljević - Risto Vidaković - Jaroslav Plašil - Manuel Almunia - Paco Bienzobas - Vicente Biurrun - Thomas Christiansen - Carlos Cuéllar - Ignacio Eizaguirre | - Josep Fusté - Andoni Goikoetxea - Domingo Larrainzar - Iñigo Larrainzar - Martín Domínguez - Martín González - Aitor Ocio - Pablo Orbaiz - Pachín - Tiko - Juan Carlos Unzué - Ignacio Zoco - Fabian de Freitas - Pablo García - Richard Morales - Marcelo Sosa |